# Герасим (Элиэл)
Епи́скоп Гера́сим (англ. Bishop Gerasim, в миру Гордон Трент Элиэл, англ. Gordon Trent Eliel; род. 16 июля 1961, Торранс, Калифорния) — архиерей Православной церкви в Америке, епископ Форт-Уэртский (с 2021), викарий Епархии Юга.

## Биография
Родился 16 июля 1961 году в Торрансе в семье Ламберта Фрэнка Элиэла и Сюзанны Джин Элиэл (до замужества Бутчер), и вырос в Ранчо-Палос-Вердес, Калифорния. Крещён, был прихожанином и прошёл конфирмацию в Епископальной церкви. В раннем юношестве ранних подростков он регулярно посещал пресвитерианскую церковь с матерью и двумя братьями.
В 1978 году переехал в Ирвине, штат Калифорния, где он окончил среднюю школу и параллельно учился в Университете Калифорнии в Ирвайне (UCI). В 1979 году поступил в Университет Калифорнии в Санта-Крусе (UCSC), сосредоточившись на изучении физики и испанской литературы.
В протестантской содружестве в UCSC он познакомился с Джеймсом Паффхаузеном, будущим митрополитом Ионой, и через него познакомился с Православнием. Он начал посещать церковь святого Николая в Саратоге, Калифорния, с ежемесячном посещяя также Николаевский собор в Сан-Франциско (Московский патриархат).
В апреле 1980 года в Свято-Николаевском соборе был присоединён к православной церкви епископом Ладожским Марком (Шавыкиным). Лето того же года он провёл под духовным руководством своего приходского священника из Свято-Никольского собора, иеромонаха Анастасия (Ньюкомба). Затем жил в Свято-Успенской монастыре в Калистоге, Калифорния, во время пребывания в котором он начал проявлять серьёзный интерес к монашеской жизни.
В июле 1981 года поступил в Монастырь преподобного Германа Аляскинского в Платине, Калифорния.
В сентябре 1982 горда архиепископом Сан-Францисским Антонием (Медведевым) на похоронах иеромонаха Серафима (Роуза) был пострижен в рясофор.
В 1983 году вместе с группой монахов отбыл на Еловый остров на Аляске чтобы жить монашеской жизнью в Monks’ Lagoon.
В 1986 году вернулся в Свято-Германовский монастырь и постепенно взял на себя ответственность в наблюдении за повседневной работой монастыря, в том числе суточного богослужебного круга, отдел доставки St Herman Press и издаваемого им журнала «Orthodox Word», а также финансы монастыря.
В 1988 году вместе с некоторыми монахами поддержал игумена Германа (Подмошеского), который вместе с монастырём ушёл в раскол, присоединившись к юрисдикции Панкратия (Вриониса). 16 июня того же года решением Духовного Суда Западно-Американской епархии РПЦЗ игумен Свято-Германовского монастыря Герман (Подмошенский) был лишён сана за нарушение целого ряда канонических правил.
Во время празднования тысячелетия крещения Руси работа и миссия братства Преподобного Германа быстро расширяется. Начав своё обучение русскому языку в колледже, он принимал участие в работе Свято-Германовского братства по отношению к России и русскоязычных публикаций. Несколько раз путешествовал в Европу и Россию, в ходе которого он проводил время в ряде монастыри в России, и на юге Грузии. Всё это способствовало изменению его понимания как монашеской жизни, так и православной церкви. Личные контакты, установленные в то время, оказались жизненно важными для его монашеской жизни в течение ближайших двух десятилетий.
Потому что из-за настоятеля монастырь оказался в расколе с Русской Православной Церковью Заграницей, он отложил постриг в мантию до мая 1992 года, когда будущее монастыря казалось более определённым. В 1990-х годах монах Герасим руководил повседневными делами Свято-Германовского монастыря.
В связи с необходимостью для священника для регулярных богослужений в монастыре, его настоятель архимандрит Герман (Подмошенский) попросил митрополита Санкт-Петербургского и Ладожского Иоанна (Снычёва) рукоположить двух монахов в священный сан. 5 января 1995 года монах Герасим митрополитом Иоанном в церкви святых Симеона и Анны в Санкт-Петербурге был хиротонисан во иеромонаха.
По возвращении в Калифорнию, он постоянно служил в монастыре. В январе 1996 года он переехал на Еловый остров, Аляска, проводя богослужения в Monks’ Lagoon и скиту Святого Михаила на Еловом острове, и управляя жизнью тамошней монашеской общины до 1998 года.
В ответ на неустойчивым руководством игумена Германа (Подмошенского) и его неспособность привести монашескую общину обратно в каноническое единство с Православной Церковью, иеромонах Герасим, поддерживаемый всей монашеской общиной, потребовал от игумена Германа уйти в отставку с должности настоятелся монастыря и начать жизнь покаяния.
При поддержке духовенства и монашествующих вне монастыря, в ноябре 2000 года епископом Иоанном (Младеновичем) всё монастырское братство было принято в Западноамериканскую епархию Сербской православной церкви. По просьбе монастырской братии, епископ Иоанн возвёл иеромонаха Герасима в сан игумена монастыря преподобного Германа.
В течение следующего десятилетия игумен Герасим обратил своё внимание на укрепление духовной жизни и порядка в монастырской братии и близлежащего скита Святой Ксении в скиту в Вайдвуде, скита Святого Михаила на Еловом острове и скита Святого Нила на острове Святого Нила на Аляске.
С благословения епископа Лонгина (Крчо) игумен Герасим начал периодически ездить в Гуаякиль, Эквадор, чтобы служить в испаноязычной миссии общины в Гуаякиле.
В 2009 году по просьбе митрополита Ионы (Паффхаузена), игумен Герасим подал прошение епископу Западноамериканскому Максиму (Василевичу) освободить его от должности настоятеля с целью поступить в Свято-Владимирскую духовную семинарию для богословского образования. Он окончил Свято-Владимирскую семинарию в 2012 году с учёной степенью магистра богословия.
Рассматривался в качестве кандидата на замещение Епархии Аляски, но епархиальный съезд, который должен был собраться 5 августа 2011 для избрания нового епископа Аляски, был перенесён на более позднее время так как кандидатура архимандрита Ювеналия (Репасса) была отклонена Синодом, а единственный оставшийся кандидат, архимандрит Герасим (Элиел), ещё не прошёл к тому моменту обязательное психологическое тестирование и встречу с членами Синода.
В сентябре 2012 года он был назначен помощником священника в Соборе Пресвятой Богородицы в Лос-Анджелесе.
На вербное воскресенье в 2013 году архиепископом Вениамином (Питерсоном) был возведён в сан архимандрита.
В сентябре 2013 года он был переведён в Серафимовский соборе в Далласе, штат Техас.
16 февраля 2015 года на специальном Епархиальном собрании Епархии Юга, проходившей в Соборе Христа Спасителя в Далласе, архимандрит Герасим был избран подавляющим большинством голосов кандидатом на замещение вдовствующей Епархию Юга.
18 марта 2015 года Священный Синод, заявив о необходимости епископских кандидатов епархии служить в качестве администратора, назначил архимандрита Герасима администратором Епархии Юга при митрополите Тихоне как местоблюстителе. Управлял епархией до 29 марта 2016 года, когда Священный Синод Православной Церкви в Америке избрал правящим архиереем Епархии Юга епископа Александра (Голицына).
18 мая 2021 года Священный синод Православной Церкви в Америке избрал архимандрита Герасима епископом Форт-Уэртским, викарием Епархии Юга.
28 июня 2021 года в соборе Святого Серафима в Далласе, штат Техас, состоялось его наречение во епископа. 29 июля там же состоялась его епископская хиротония, которую совершили: митрополитом всей Америки и Канады Тихон, митрополит Никозский и Цхинвальский Исаия (Чантурия) (Грузинская Православная Церковь), архиепископ Сан-Францисский и Западный Вениамин (Питерсон), архиепископ Питтсбургский и Западно-Пенсильванский Мелхиседек (Плеска), архиепископ Далласский, Южный и Болгарской епископии Александр (Голицын), архиепископ Чикагский и Средне-Западный Павел (Гассиос), епископ Санта-Роузский Даниил (Брум), епископ Сонорский Иаков (Корацца) (Русская православная церковь Заграницей), епископ Кливлендский Андрей (Хоарште).